# Risa Yokoe
Risa Yokoe (ur. 12 października 1994) – japońska lekkoatletka specjalizująca się w biegach długich.
Podczas mistrzostw świata w biegu na przełaj w 2011 indywidualnie była 27, a wraz z koleżankami z reprezentacji zdobyła brązowy medal w rywalizacji drużynowej.

## Osiągnięcia
| Rok  | Impreza                                   | Miejsce      | Konkurencja           | Lokata      | Wynik |
| ---- | ----------------------------------------- | ------------ | --------------------- | ----------- | ----- |
| 2011 | Mistrzostwa świata w biegach przełajowych | Punta Umbría | bieg juniorek na 6 km | 27. miejsce | 20:31 |
| 2011 | Mistrzostwa świata w biegach przełajowych | Punta Umbría | drużyna juniorek      | 3. miejsce  |       |